# Vengeance (film, 2009)
Pour les articles homonymes, voir Vengeance (homonymie).
Pour plus de détails, voir Fiche technique et Distribution.
Vengeance (titre original : 復仇, pinyin : Fu chou) est un film franco-hongkongais de Johnnie To sorti le 20 mai 2009 en France quelques jours après sa présentation en sélection officielle au Festival de Cannes 2009 le 17 mai 2009.

## Synopsis
Francis Costello vient à Macao pour venger sa fille, Irène, dont la famille a été assassinée par des tueurs à gages mandatés par un chef de la triade locale. Perdu dans une ville qu'il ne connaît pas, il rencontre, alors qu'il rentre à son hôtel, trois tueurs venus exécuter leur contrat en assassinant l'amante infidèle de Mr Fung. Costello, témoin de la scène, garde le silence sur leur identité en échange de leur engagement pour retrouver le commanditaire et les assassins de sa fille. Il leur donne tout ce qu'il possède pour paiement du contrat. Les trois hommes (Kwai, Chow, Lok) acceptent et se mettent en quête des tueurs. Ils réussissent à les identifier et les localisent facilement à Hong Kong. Costello, dont le passeport indique restaurateur, se dévoile à ce moment être un ancien gangster, retiré des affaires mais dont l'expérience est toujours vive. Il part avec ses trois hommes à Hong Kong pour exécuter les assassins. À la suite d'une première bataille rangée entre le groupe de Costello et les tueurs de la famille de sa fille, la vérité apparaît : les assassins ont été engagés par Mr Fung, lui-même, pour éliminer le mari d'Irène, un comptable de la mafia prêt à révéler des informations compromettantes à la police. Kwai, Chow, et Lok, tenus par un pacte d'honneur vis-à-vis de Costello décident d'aller au bout de leur contrat et d'abattre les hommes de Mr Fung leur patron, quelles que soient les conséquences pour eux-mêmes.

## Fiche technique
- Titre français : Vengeance
- Titre original : 復仇 (Fu chou)
- Réalisation : Johnnie To
- Scénario : Wai Ka-fai
- Photographie : Cheng Siu-keung
- Décors : Silver Cheung
- Costumes : Stanley Cheung
- Montage : David Richardson
- Musique : Lo Tayu
- Producteurs : John Chong, Peter Lam, Laurent Pétin, Michèle Pétin, Johnnie To, Wai Ka-fai
- Sociétés de production : ARP Sélection, Media Asia Films et Milky Way Image Company
- Pays d'origine :  Hong Kong,  France
- Langue : anglais, cantonais, français
- Genre : Action, film de gangsters et thriller
- Durée : 108 minutes
- Dates de sortie :
  - 17 mai 2009 (Festival de Cannes)
  - 20 mai 2009 (généralisée en France)

## Distribution
- Johnny Hallyday (VF : lui-même) : Francis Costello
- Anthony Wong Chau-sang (VF : Maurice Decoster) : Kwai
- Lam Ka-tung : Chu
- Lam Suet (VF : Paul Borne) : Fat Lok
- Sylvie Testud : Irène Thompson
- Simon Yam (VF : Jérôme Keen) : George Fung
- Maggie Siu (VF : Ivana Coppola) : Inspecteur Ong
- Felix Wong : Python
- Michelle Ye (VF : Laurence Breheret) : Big Mama
- Vincent Sze : M. Thompson
- Cheung Siu-fai : Wolf
- Ng Ting-yip : Crow

## Projet et réalisation
Le personnage de Francis Costello fait référence à Jeff Costello, le tueur à gages interprété en 1967 par Alain Delon dans Le Samouraï de Jean-Pierre Melville. Le rôle a été écrit en réalité par Johnnie To pour Alain Delon, qui en définitive n'a pas voulu l'incarner. Après plusieurs rencontres entre Johnny Hallyday et le réalisateur, suggérées par les producteurs du film, ce dernier est retenu pour le rôle principal.
Le film a été tourné entre novembre 2008 et février 2009 à Hong Kong. Le budget du film s'est élevé à 11,5 millions de dollars.

## Accueil

### Sorties nationales et box-office
Le film est présenté en compétition au Festival de Cannes le 17 mai 2009. La semaine suivante, malgré une sortie en France dans 283 salles et une visibilité acquise lors du festival cannois, Vengeance ne rencontre pas le succès espéré auprès du public, puisque le film ne réalise que 65 650 entrées en première semaine. Finalement, le film totalise 95 971 spectateurs en France. Les recettes internationales, tous pays confondus, s'élèvent à 1 346 952 $.

### Accueil critique
Vengeance a rencontré un accueil critique favorable dans les pays anglophones : le site Rotten Tomatoes lui attribue 91 % d'avis positifs, basés sur 22 critiques collectées et une note moyenne de 7.2⁄10, tandis que le site Metacritic lui alloue une note de 76⁄100, basée sur cinq critiques collectées. Le critique Roger Ebert lui accorde la note de 3½ étoiles sur quatre, en notant que c'est une « formule de thriller qui donne un élégant exercice de genre » tout en relevant, lors de la présentation du film au Festival de Cannes 2009, un « certain parallèle » avec le western Impitoyable (1992) de Clint Eastwood.
En France, l'accueil est également favorable, puisque le site Allociné affiche une note moyenne de 3.8⁄5, basée sur quinze commentaires collectés.